# Referéndum sobre la Ley Orgánica del Estado

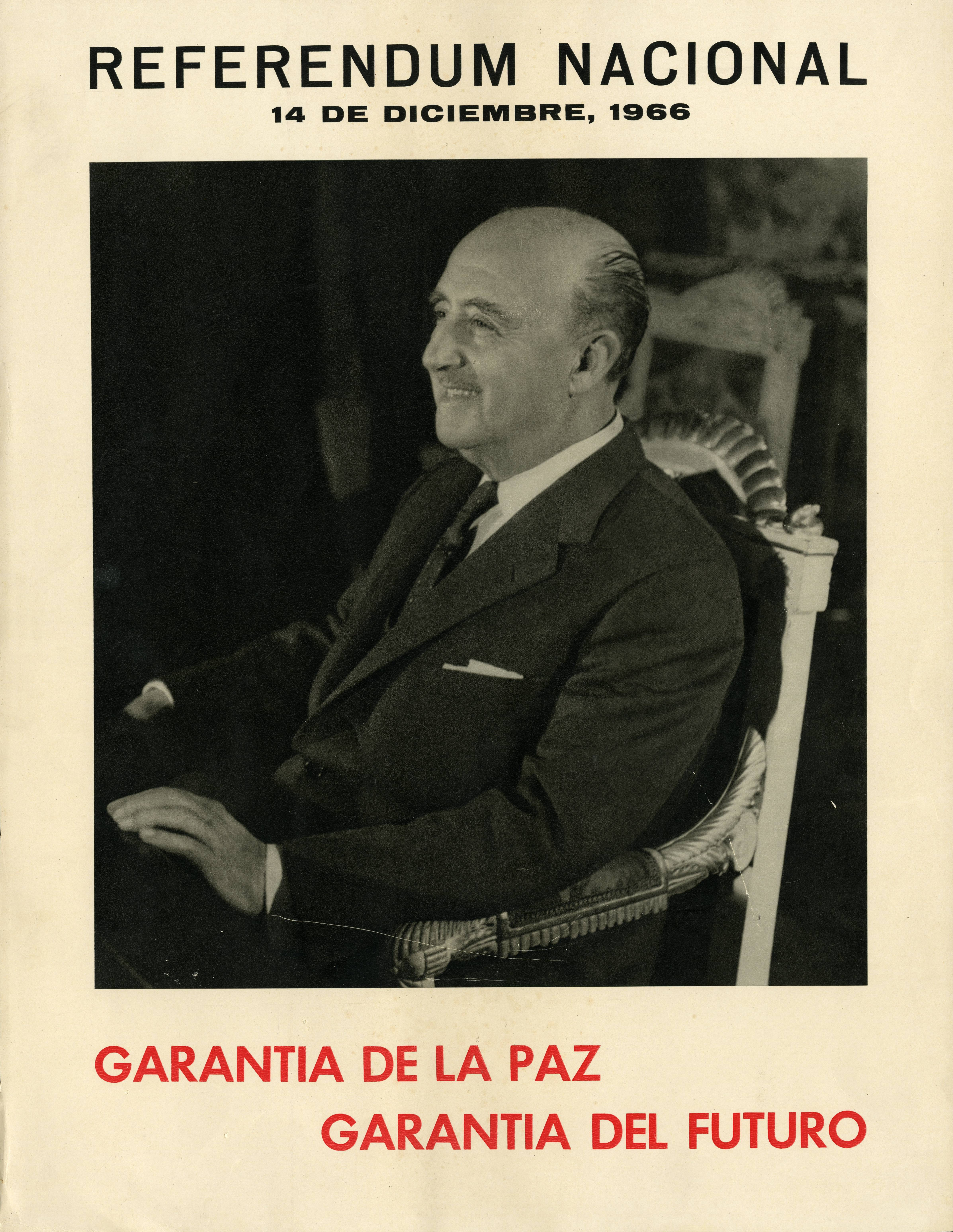
Póster de propaganda gubernamental pidiendo el voto en el referéndum.

Un referéndum sobre la nueva Constitución española o Ley Orgánica del Estado se llevó a cabo el 14 de diciembre de 1966, permitiendo votar a todos los ciudadanos mayores de veintiún años. La nueva denominada "constitución" estipulaba una ligera moderación en los poderes dictatoriales absolutos de Francisco Franco, designando el cargo de presidente del Gobierno de España, siendo este independiente de la jefatura de Estado. Este último debía designar al jefe de Gobierno por cinco años y luego la persona designada debía ser confirmada por las Cortes Generales. No obstante, ambas jefaturas, de Estado y de Gobierno, fueron ocupadas simultáneamente por Franco hasta 1973, cuando entregó la jefatura de Gobierno a Luis Carrero Blanco.
La nueva ley orgánica también estipulaba que el Consejo del Reino se reducía de 17 miembros (diez elegidos por las Cortes y siete nombrados por el jefe de Estado) a 13, y que las Cortes se reducían de 611 procuradores a 403 (108 elegidos directamente, 25 designados por el jefe de Estado y el resto elegido por los órganos corporativos). También confirmó la libertad de religión para los judíos y protestantes españoles. Fue aprobada, según los informes, por el 95,86 % de los votantes.

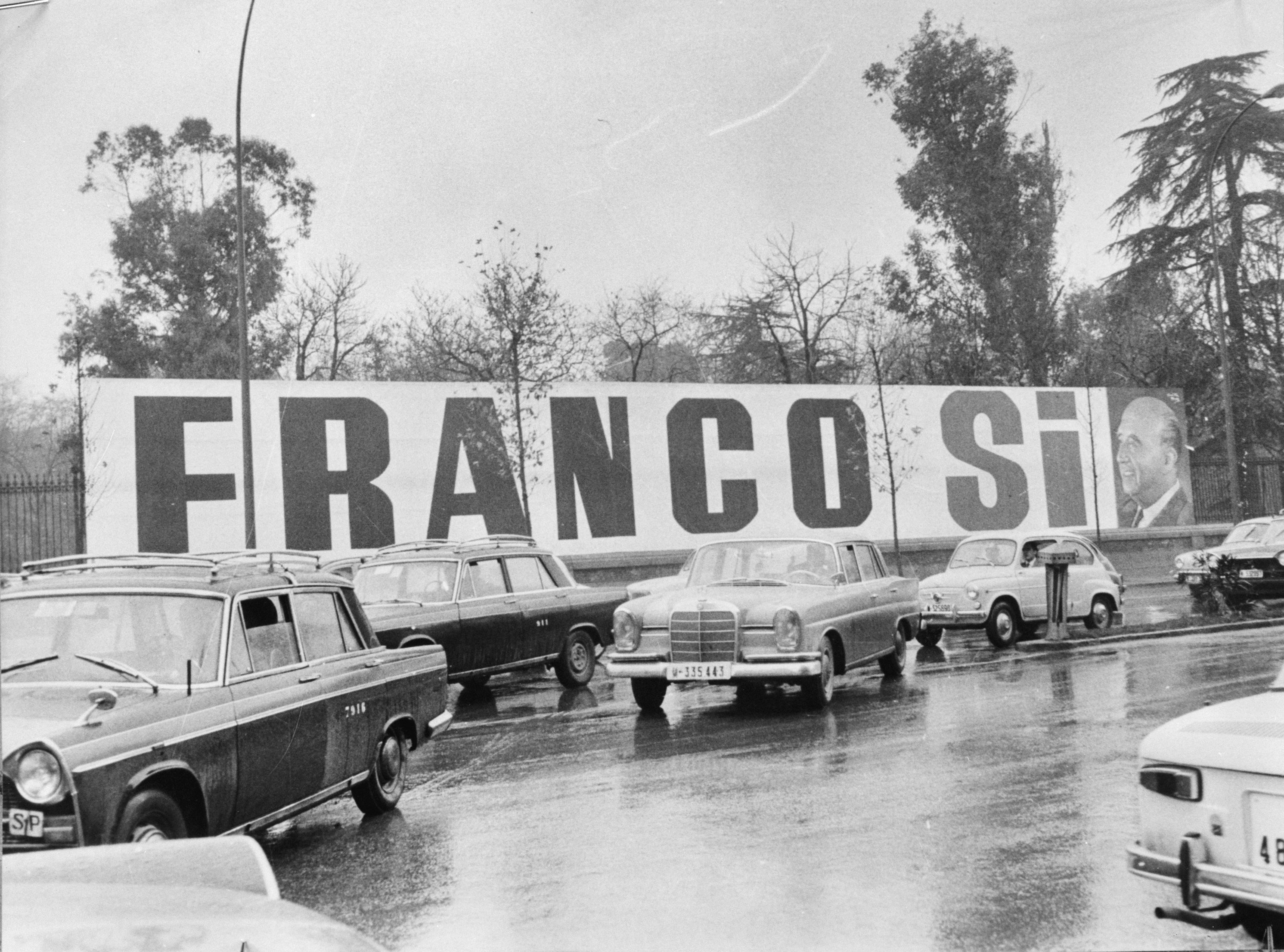
Cartel propagandístico a favor del 'Sí'.

La nueva "constitución" entró en vigor el 1 de enero de 1967 y prevaleció hasta la promulgación de la Constitución española de 1978, ratificada mediante un referéndum, que restableció la democracia parlamentaria multipartidista.

## Resultados
| Elección                            | Votos      | %     |
| ----------------------------------- | ---------- | ----- |
| A favor                             | 18.130.612 | 95.86 |
| En contra                           | 342.338    | 1.81  |
| Votos en blanco                     | 440.687    | 2.33  |
| Total                               | 18.913.637 | 100   |
| Votantes registrados/ participación | 21.301.540 | 88.79 |
| Fuente: Nohlen & Stöver             |            |       |